# واکنش بناری
واکنش بناری یک واکنش آلی است که در سال ۱۹۳۱ توسط اریش بناری کشف شد.  او نشان داد که بتا- (NوN-دی‌آلکیل‌آمینو)-وینیل کتون‌ها با معرف گرینیار واکنش داده و طی یک واکنش افزایشی ۱ و ۴ منجر به تولید ترکیباتی مانند کتونهای آلفا و بتا غیراشباع، آلدئیدهای آلفا و بتا غیراشباع و استرهای آلفا و بتا غیراشباع می‌شوند.